# 东四方台街道
东四方台街道，原名温泉街道，是中华人民共和国辽宁省鞍山市海城市下辖的一个街道办事处。
2022年6月9日，温泉街道更名为东四方台街道。

## 行政区划
东四方台街道下辖以下村级行政区划单位：
东四方台社区、后房社区、周小村、泥沟村、榆树台村、西荒村、西四方台村、板桥村、一堵墙村、火石村和夏堡村。